# Union der Komitees der Soldatenmütter Russlands
Die Union der Komitees der Soldatenmütter Russlands (russisch Союз комитетов солдатских матерей России Sojus komitetow soldatskich materei Rossii, kurz SKSM (СКСМ)) ist eine Menschenrechtsorganisation in Moskau, die sich um die Situation von Soldaten und um Missstände in der russischen Armee kümmert. Sie erhielt mehrere internationale Auszeichnungen, so den Right Livelihood Award (Alternativer Nobelpreis) 1996.

## Geschichte

### Gründung
Die Organisation wurde 1989 gegründet und trug bis 1998 den Namen Komitee der Soldatenmütter Russlands unter dem Vorsitz von Maria Kirbassowa. Dieser Verband und weitere Initiativen setzten sich für eine Verbesserung der Situation der Soldaten in der Sowjetarmee ein und engagierten sich beispielsweise gegen die berüchtigte Dedowschtschina. 1991 wurde das Komitee offiziell beim Justizministerium als Organisation registriert.

### Tschetschenienkrieg
Während des ersten Tschetschenienkrieges  wurden täglich 200 Beschwerdebriefe bearbeitet, in den ersten sechs Monaten des Krieges sprachen 10.000 Personen vor. Sie organisierten die Freilassung von russischen Kriegsgefangenen der tschetschenischen Separatisten. Der Mitleidsmarsch der Mütter von Moskau in die tschetschenische Hauptstadt Grosny wurde vom russischen Militär gestoppt.

### Parteigründung
1998 organisierte sich der Verein neu. Im November 2004 gründeten 160 Mitglieder aus 50 Regionen eine politische Partei mit dem Namen Vereinte Volkspartei der Soldatenmütter (CKCMP). Sie wurde auf Grund zu geringer Unterstützerzahlen nicht als politische Partei zugelassen.

### Russisch-Ukrainischer Krieg
2014 erklärte Walentina Melnikowa, dass im Russisch-Ukrainischen Krieg bis zu 15.000 russische Soldaten eingesetzt worden seien. Ella Poljakowa aus Sankt Petersburg teilte mit, dass mehr als 100 Soldaten eines in Tschetschenien stationierten Infanterieregiments in der Ukraine getötet wurden. Die Angehörigen erhielten kaum Informationen über den Tod ihrer Söhne und Ehemänner.

### „Ausländischer Agent“
Daraufhin wurde das Komitee der Soldatenmütter in Sankt Petersburg wie zuvor schon andere Nichtregierungsorganisationen in Russland als „Ausländischer Agent“ eingestuft, weil sie angeblich ausländische Finanzierungen aus den USA erhalten hätten. Die Vorsitzende Ella Poljakowa erklärte, dass zu diesem Zeitpunkt keinerlei ausländische Unterstützungen mehr erfolgt seien. 2015 wurde diese Registrierung beim Justizministerium wieder suspendiert.

### Russischer Überfall auf die Ukraine 2022
Nach dem russischen Überfall auf die Ukraine 2022 setzten zahlreiche örtliche Gruppen von Soldatenmüttern – ungeachtet der Behinderungen ihrer Arbeit durch Behörden und das Militär – ihr Engagement fort. Rechtsbeistand zu geben, ist unter den in Russland herrschenden Umständen nicht möglich. So helfen die Soldatenmütter einander vor allem bei der Suche nach vermissten Soldaten, über deren Schicksal die Behörden und das Militär keine Auskunft geben.

## Organisation
In der Union arbeiten etwa 200 regionale Gruppen.
Vorsitzende ist Valentina Melnikowa, das Komitee in Sankt Petersburg wird von Ella Poljakowa und Jelena Wilenskaja geleitet. Die Kommission für Analyse und Kommunikation leitet Ida Kuklina.
Der Verein arbeitet mit anderen Menschenrechtsorganisationen in Russland und im Ausland zusammen. Sie werden von der Organisation Memorial und der Partei Jabloko unterstützt.
Es bestehen Kontakte zu evangelischen und katholischen Frauenverbänden, Frauen für den Frieden Düsseldorf und Schweiz, Mütter für den Frieden, Frauennetzwerk für Frieden, dem Kopelew-Forum, der Heinrich-Böll-Stiftung und der Helsinki Citizens Assembly.

## Ehrungen
- 1995 Sean MacBride Award des International Peace Bureau
- 1995 Professor Thorolf-Rafto-Gedenkpreis
- 1996 Right Livelihood Award
- 2000 Menschenrechtspreis der Friedrich-Ebert-Stiftung
- 2004 Aachener Friedenspreis
- 2005 Georg-Elser-Preis der Georg-Elser-Initiative Bremen. In der Laudation von Ulrike Hauffe hieß es: Diese russischen Frauen haben sich mutig vor die Panzer gestellt im Russland-Tschetschenien-Krieg. … Sie haben – ähnlich wie Georg Elser – früh erkannt, wohin die Reise gehen würde und sich mit aller Kraft einem zerstörerischen Trend entgegengesetzt.
- 2007 Das Glas der Vernunft